# Marthe Cohn
Marthe Hoffnung Cohn (Metz, 13 de abril de 1920-Los Ángeles, California, 21 de mayo de 2025) fue una escritora, enfermera, sobreviviente del Holocausto y espía francesa de origen judío. Escribió sobre sus experiencias como espía durante el Holocausto en el libro Behind Enemy Lines.

## Primeros años de vida
Marthe Cohn nació el 13 de abril de 1920 en Metz, Francia, en el seno de una familia judía ortodoxa, y fue registrada con el nombre de Marthe Hoffnung en esa misma ciudad. Tuvo seis hermanos. 
Metz había sido posesión alemana desde 1871 hasta 1918, adquirida como parte de Alsacia-Lorena en la guerra franco-prusiana y volvió a Francia tras la Primera Guerra Mundial. Se trata de una región fronteriza, por lo que la familia vivía cerca de la frontera entre Alemana y Francia cuando Adolf Hitler llegó al poder. A medida que la ocupación nazi se intensificaba, su hermana fue enviada al campo de concentración de Auschwitz mientras su familia huyó al sur de Francia.  Fue testigo del antisemitismo cerca de su casa con la profanación de la sinagoga de Metz tras la ocupación alemana en la Segunda Guerra Mundial.

## Carrera
En septiembre de 1939, según la orden de evacuación civil, se escondió, como muchos habitantes del departamento de Mosela, en Poitiers, en el departamento de Vienne. Tras la ocupación francesa en junio de 1940 y la anexión del Mosela por el Tercer Reich en julio de 1940, decidió quedarse en Vienne.[cita requerida]
Tras la detención de su hermana Stéphanie por la Gestapo el 17 de junio de 1942, Marthe organizó la huida de su familia desde Poitiers hacia la zona libre. Allí sobrevivió gracias a documentos falsos, reunidos antes de partir. Su prometido, Jacques Delaunay, estudiante que había conocido en Poitiers y que participaba activamente en la resistencia francesa, fue fusilado el 6 de octubre de 1943 en la fortaleza de Mont-Valérian, en Suresnes. En noviembre de 1943, Marthe Cohn terminó sus estudios, que había iniciado en octubre de 1941 en Poitiers, en la escuela de enfermería de la Cruz Roja Francesa, en Marsella. Luego intentó, en vano, unirse a la Resistencia.[cita requerida]
En noviembre de 1944, después de la liberación de París, Marthe Hoffnung se alistó y se convirtió en miembro del Servicio de Inteligencia del 1er Ejército francés, comandado por el mariscal de Francia Jean de Lattre de Tassigny. Después de 14 intentos fallidos de cruzar el frente en Alsacia, cruzó la frontera hacia Alemania cerca de Schaffhausen en Suiza. Como enfermera que hablaba alemán con fluidez, asumió la identidad de una enfermera alemana y afirmó que estaba buscando a su prometido desaparecido. Luego volvió a cruzar la frontera suiza para transmitir la información a la inteligencia francesa. Pudo comunicar a su servicio dos informaciones importantes: que al noroeste de Friburgo se había evacuado la Línea Sigfrido y que el resto del ejército alemán estaba emboscado en la Selva Negra.
Después de la guerra, Marthe regresó a Francia para seguir una carrera como enfermera, pero en 1956, mientras estudiaba en Ginebra, conoció a un estudiante de medicina estadounidense, el mayor L. Cohn, que era compañero de habitación de un amigo. En tres años, se casaron y vivían en los Estados Unidos. Ambos trabajaron juntos durante años, él como anestesiólogo y ella como enfermera anestesista. Hasta antes de morir, Cohn vivía en Palos Verdes, California.
Cohn fue condecorada con la Cruz de Guerra en 1945 con dos citaciones (Decisiones Número 134, firmada por el Teniente Coronel Bouvet el 9 de agosto de 1945, y la Número 1322, firmada por el Mariscal Juin el 10 de noviembre de 1945). En 1999, el gobierno francés le otorgó la Medalla Militar, según Decreto número 3465 MR 1999. En el 2002, André Bord, Ministro Nacional de Veteranos, le concedió el título de Caballero de la Legión de Honor de Francia (según Decreto número 2702, MR 2004). En el 2006, el Gobierno de Francia la distinguió nuevamente con la Medalla del Reconocimiento de la Nación.
En el 2002, fue coautora, junto con Wendy Holden, de un libro sobre sus experiencias titulado Behind Enemy Lines: the True Story of a French Jewish Spy in Nazi Germany, que fue publicado por Harmony Books. El libro fue traducido al francés por Helene Prouteau y publicado por Plon, así como por Selecciones del Reader's Digest y éditions Tallandier, una prestigiosa editorial de París.[cita requerida]

## Premios y honores
- Cruz de guerra, 1945
- Médaille militar,[2] 1999
- Legión de Honor, Caballero 2002
- Mujer valiente, del Centro Simon Wiesenthal, 2002
- Medalla de la Gratitud de la Nación, 2006
- La Cruz de la Orden del Mérito, el máximo honor de Alemania [9]

## Película
Una película del 2019, Chichinette: The Accidental Spy, trata sobre la vida de Marthe Cohn y fue realizada por la guionista y directora Nicola Alice Hens y producida por Amos Geva.